# Паршино (Зубцовский район)
Паршино — деревня в Зубцовском районе Тверской области. Входит в состав Зубцовского сельского поселения.

## География
Находится в южной части Тверской области на расстоянии приблизительно 1 км на запад от железнодорожного моста через Вазузу у районного центра города Зубцов.

## История
Деревня была отмечена еще на карте 1825 года. В 1859 году здесь (деревня Зубцовского уезда Тверской губернии) было учтено 3 двора, в 1941 — 24 (тогда обозначена как Уварово).

## Население
Численность населения: 10 человек (1859 год), 71 (русские 86 %) в 2002 году, 66 в 2010.